# Прайс, Лоурен Луиза
Лоурен Луиза Прайс (род. 25 июня 1994, Ньюпорт) — валлийская боксёрша. Чемпионка мира 2019 года. Призёр чемпионата мира 2018 года. Призёр чемпионатов Европы. Победительница Европейских игр 2019 года.

## Карьера
Победительница национального чемпионата в весовой категории до 69 кг (2011 год).
На чемпионате Европы 2011 года в Роттердаме, сумела стать призёром, завоевав бронзовую медаль чемпионата.
На Европейском первенстве 2016 года в Болгарии вновь стала третьей и завоевала бронзовую медаль в весовой категории до 75 кг.
На чемпионате Европы 2018 года в Софии, вновь сумела стать призёром, завоевав бронзовую медаль чемпионата.
На 10-м чемпионате мира по боксу среди женщин в Индии, в поединке 1/2 финала, 23 ноября 2018 года, валлийская спортсменка встретилась с Нушкой Фонтейн из Нидерландов, уступила ей 2:3 и завершила выступление на мировом первенстве, завоевав бронзовую медаль турнира.
Предолимпийский чемпионат мира 2019 года, который состоялся в Улан-Удэ в октябре, валлийская спортсменка завершила финальным поединком, уступив нидерландской спортсменке Нушке Фонтейн по раздельному решению судей. Команда подала протест, который был удовлетворён — победу присудили Лоурен. В результате на одиннадцатом чемпионате мира по боксу среди женщин она выиграла титул чемпионки мира
Олимпийская чемпионка 2020 года..